# The WB
The WB Television Network (често скраћено The WB, што означава Warner Bros.) била је америчка телевизијска мрежа која је свој програм први пут почела да емитује 11. јануара 1995. године. Настала је је као део заједничког подухвата између предузећа Warner Bros. Entertainment и Tribune Broadcasting, док је Warner управљао мрежом. Мрежа је углавном емитовала програме намењене тинејџерима и младим особама између 12 и 34 године, а дивизија за децу, Kids' WB, намењена је деци узраста од 6 до 12 година. The WB је понекад називан „Frog Network” због своје маскоте, Мичигана Џ. Фрога.
Дана 24. јануара 2006. CBS Corporation и Warner Bros. Entertainment објавили су планове за спајање својих мрежа, UPN and The WB, а крајем године покренут је The CW. The WB Television Network је угашен 17. септембра 2006, а одабрани програми The WB-а и UPN-а (који је угашен два дана раније) прешли су следећег дана на The CW.
Time Warner је поново користио бренд The WB за онлајн мрежу која је покренута 28. априла 2008, више од 19 месеци након што је The WB престао са радом. Све до укидања у децембру 2013, веб-сајт је омогућавао корисницима да гледају серије емитоване на бившој телевизијској мрежи, као и оригиналне програме које су раније биле хостоване на сада угашеној услузи In2TV (која је и створена пре него што је Time Warner одвојио AOL). Веб-сајту се могло приступити само у САД.

## Програм
- Бафи, убица вампира
- Браћа Вејанс
- Гилморове
- Досонов свет
- Зои, Данкан, Џек и Џејн
- Ловци на натприродно
- Млади Американци
- Риба
- Сабрина, вештица тинејџерка
- Седмо небо
- Смолвил
- Три Хил
- Фелисити
- Чари
- Шта волим код тебе